# Henning Bergenholtz
Henning Bergenholtz (* 26. August 1944 in Kopenhagen) ist ein dänischer Linguist, Lexikograf und Hochschullehrer.

## Leben und Wirken
Henning Bergenholtz studierte Linguistik, Germanistik und Skandinavistik an der Freien Universität Berlin und erwarb dort 1973 den Magistergrad. Zwei Jahre später (1975) promovierte er an der Universität Essen bei Karl-Dieter Bünting zum Dr. phil. Dort arbeitete er weiter als wissenschaftlicher Assistent und habilitierte sich 1978 für das Gebiet "Linguistik des Deutschen". Als Dozent, außerplanmäßiger Professor lehrte er in Essen sowie an anderen Universitäten, u. a. in Stellenbosch (Südafrika). 1992 wurde er ordentlicher Professor an der Wirtschaftshochschule Aarhus bzw. der Universität Aarhus. Im Jahre 2010 erhielt er die Ehrendoktorwürde der Universität Valladolid. Er ist Mitglied der Norwegischen Akademie der Wissenschaften.
In seinen zahlreichen Veröffentlichungen beschäftigt sich Bergenholtz vor allem mit der Lexikographie und Fachwörterbüchern. Außerdem veröffentlichte er ein zweibändiges Wörterbuch Madagassisch-Deutsch/Deutsch-Madagassisch.

## Veröffentlichungen (Auswahl)
- Zur Morphologie deutscher Substantive, Verben und Adjektive. Probleme der Morphe, Morpheme und ihrer Beziehung zu den Wortarten (= Beihefte zur kommunikativen Grammatik. Bd. 1). Dümmler, Bonn 1976, ISBN 3-427-83851-X (= Dissertation Universität Essen).
- mit Burkhard Schaeder: Die Wortarten des Deutschen. Versuch einer syntaktisch orientierten Klassifikation. Klett, Stuttgart 1977, ISBN 3-12-910460-7.
- mit Joachim Mugdan: Einführung in die Morphologie. Kohlhammer, Stuttgart 1979, ISBN 3-17-005095-8.
- (mit Karl-Dieter Bünting): Einführung in die Syntax. Grundbegriffe zum Lesen einer Grammatik. Athenäum, Königstein/Ts. 1979, ISBN 3-7610-2139-9 (3. Aufl. 1995, ISBN 3-89547-065-1.)
- (Hrsg., mit Burkhard Schaeder): Empirische Textwissenschaft. Aufbau und Auswertung von Text-Corpora. Scriptor, Königstein/Ts. 1979, ISBN 3-589-20663-2.
- Das Wortfeld "Angst". Eine lexikographische Untersuchung mit Vorschlägen für ein großes interdisziplinäres Wörterbuch der deutschen Sprache. Klett-Cotta, Stuttgart 1980, ISBN 3-12-911820-9 (= Habilitationsschrift).
- mit Joachim Mugdan (Hrsg.): Lexikographie und Grammatik (= Lexicographica, Series maior. Bd. 3). Niemeyer, Tübingen 1985, ISBN 3-484-30903-2.
- mit Burkhard Schaeder: Deskriptive Lexikographie. In: Ladislav Zgusta (Hrsg.): Probleme des Wörterbuchs (= Wege der Forschung. Bd. 612). Wissenschaftliche Buchgesellschaft, Darmstadt 1985, ISBN 3-534-08633-3, S. 277–319.
- mit Ann-Theres Faets: angest, Angst, vorhte, Furcht. Vorschläge für ein historisches Wörterbuch des Gefühlswortschatzes. In: Ludwig Jäger (Hrsg.): Zur historischen Semantik des deutschen Gefühltswortschatzes. Alano, Aachen 1988, ISBN 3-89285-000-3, S. 56–94.
- mit Ole Lauridsen: Berücksichtigung und Einfluß der historischen Grammatik einschließlich der Wortbildung im Deutschen Wörterbuch. In: Alan Kirkness (Hrsg.): Studien zum Deutschen Wörterbuch von Jacob Grimm und Wilhelm Grimm. Bd. 1. Niemeyer, Tübingen 1991, S. 265–297.
- (Bearb.): Wegweiser durch die Grammatik von Heinrich Bauer. de Gruyter, Berlin 1991, ISBN 3-11-012577-3.
- (Hrsg.): Madagassisch-deutsches Wörterbuch. Ed. Aragon, Moers 1991, ISBN 3-924690-62-6.
- (Hrsg.): Deutsch-madagassisches Wörterbuch. Ed. Aragon, Moers 1994, ISBN 3-89535-053-2.
- mit Burkhard Schaeder (Hrsg.): Fachlexikographie. Fachwissen und seine Repräsentation in Wörterbüchern (= Forum für Fachsprachen-Forschung. Bd. 23). Narr, Tübingen 1994, ISBN 3-8233-4532-X.
- (Hrsg.): Manual of specialised lexicography (= Benjamins translation library. Bd. 12). Benjamins, Amsterdam 1995, ISBN 90-272-1612-6.
- (Mithrsg. u. Mitautor): Irmhild Barz u. a. (Hrsg.): Schreiben, Verstehen, Übersetzen, Lernen. Zu ein- und zweisprachigen Wörterbüchern mit Deutsch (= Finnische Beiträge zur Germanistik. Bd. 14). Lang, Frankfurt am Main 2005, ISBN 3-631-54532-0.
- mit Pedro A. Fuertes-Olivera (Hrsg.): E-lexicography. The internet, digital initiatives and lexicography. Continuum, London 2011, ISBN 978-1-4411-2806-5.
- Wortbildungsangaben als Hilfe für den Zugriff auf andere Datentypen und als Hilfe bei kommunikativen und kognitiven Informationsbedürfnissen. In: Annette Klosa (Hrsg.): Wortbildung im elektronischen Wörterbuch (= Studien zur deutschen Sprache. Bd. 63). Narr, Tübingen 2013, ISBN 978-3-8233-6737-6, S. 133–155.

Festschrift
- Sandro Nielsen (Hrsg.): Lexicography in the 21st century. In honour of Henning Bergenholtz (= Terminology and lexicography research and practice. Bd. 12). Benjamins, Amsterdam 2009, ISBN 978-90-272-2336-4.